# Rhododendroideae
Rhododendroideae é uma subfamília de
formigas, pertencente a família Formicidae.